# Хајнрих (VII) од Немачке
Хајнрих (VII) од Немачке (Палермо, 1211 - Мартирано, 12. фебруар 1242) је био краљ Сицилије од 1212. до 1217. и Немачке 1220. до 1235. као син и савладар Фридриха II. Био је седми Хајнрих који је владао Немачком, али да би се избегла забуна са каснијим луксембуршким царом Хајнрихом VII, обично се наводи као Хајнрих (VII).

## Под старатељством
Хенрик је рођен на Сицилији, као једини син краља Фридриха II и његове прве жене краљице Констанце Арагонске. Био је старији брат Конрада IV, који га је на крају наследио на месту краља.
Док је краљ Фридрих II настојао да буде изабран за немачког цара против свог ривала из династије Велф Отона IV, он је свог новорођеног сина крунисао за краља Сицилије (као Хенрик II) од стране папе Иноћентија III у марту 1212. споразумом цара Фридриха II и папе утврђено је да краљевине Немачка и Сицилија не треба да буду уједињене под једним владаром. Због тога је намесништво Сицилијанског краљевства припало његовој мајци Констанци, а не његовом оцу.
Међутим, након папине смрти 1216. године, цар Фридрих II је позвао свог сина у Немачку, поверио му војводство Швапску, и поново преузео титулу краља Сицилије 1217. године, Хенрикова мајка је остала као намесница на Сицилији, сада у име њеног мужа, до 1220. године. Након изумирања швапске лозе династије Царинген 1219. године, краљ Хенрик је такође добио њихову титулу ректора Бургундије, иако је та титула нестала када је Хенрик VII изабран за краља.
Дана 20/26. априла 1220. године, немачки принчеви окупљени у Франкфурту изабрали су Хенрика VII за краља Римљана, за шта је цар издао Confoederatio cum principibus ecclesiasticis , фаворизујући принчеве-бискупе. „Главни принчеви присутни у Франкфору били су надбискупи Мајнца, Келна, Трира и Магдебурга, неколико бискупа, војводе од Баварске и Брабанта, ландгроф од Тирингије, маркгрофови од Намура и Бадена, грофови Холандије и Клева и званичници Фридриховог двора.“ Избор је био услов да цар Фридрих II искупи своја крсташка обећања из 1215. године, јер су они разјаснили питање наслеђа, у случају цареве смрти у крсташком рату. Међутим, папа Хонорије III није признао избор и такође је лишио Хенрика VII права над сицилијанским краљевством, јер је (баш као и његов претходник) желео да спречи унију обе земље. Такође, бројни немачки принчеви су у првом тренутку одбили избор.
Након што се цар Фридрих II вратио у Италију 1220. године, краљ Хенрик VII је стављен под старатељство надбискупа Енгелберта II од Келна који га је крунисао за немачког краља 8. маја 1222. године, у Ахену. Упркос чињеници да је краљ Хенрик VII био формално верен за принцезу из династије Пшемисла, Агнес од Бохемије, ћерку краља Отакара I од Чешке, надбискуп Енгелберт II је планирао његов брак са Изабелом од Енглеске, једном од ћерки краља Џона Без земље; међутим, до ове уније никада није дошло. После Енгелбертове смрти 1225. године, старатељство је преузео војвода Лудвиг I од Баварске. Млади краљ је углавном био у бризи царских министаријала, попут Конрада од Винтерштетена. Они су такође деловали као администратори над његовим швапским војводством. У међувремену, веридба између краља Хенрика VII и чешке принцезе је отказана.
У Нирнбергу 29. новембра 1225. године, по налогу свог оца, краљ Хенрик се оженио војвоткињом Маргаретом Бабенберг, ћерком војводе Леополда VI од Аустрије, женом која је била седам година старија од њега. Шеснаест месеци касније, 23. марта 1227. године, крунисана је за немачку краљицу у Ахену. У браку су се родила два сина, Хенрик и Фредрих, обојица су умрли у младости.
Чини се да је краљ Хенрик био живахан, културан владар и држао је многе Минезенгере на свом двору. Могуће је да је и сам написао неки Минелидер (дворску љубавну поезију). Био је физички робустан, иако хром, и висок око 1,66 м (5' 4½").

## Пунолетство и побуна против оца
Године 1228. посвађао се са војводом Лудвигом I од Баварске, који је био осумњичен да је са папом Гргуром IX ковао заверу против цара Фридриха II. Око Божића те године, краљ Хенрик VII је преузео власт за себе, приморао је војводу Лудвига I да се покори, а затим се окренуо против бискупа од Штрасбурга. Немачки принчеви, љути због његове политике наклоњене граду, приморали су га да 1. маја 1231. године, у Вормсу изда Statutum in favorem principum, усмерен против градова, и својим жалбама окрену цара Фридриха II против његовог сина. Цар је био зависан од подршке принчева за своју италијанску политику против папе. Између осталог што је повећало неслогу између оца и сина, цар Фридрих II је укинуо неколико прописа које је краљ Хенрик VII издао током година свог малолетства да би смањио његов ауторитет, а с друге стране, уздизање швапског грофа Егена V од Ураха, тврдог непријатеља цара, који је постао најважнији Хенриков саветник.
Године 1232, цар Фридрих II се помирио са папом Гргуром IX, потврдио Статут и натерао краља Хенрика VII да се закуне на послушност у Чивидалу. Исте године, краљ Хенрик VII је обновио савез између Хоенштауфена и француске краљевске династије Капета. Следеће године ушао је у сукоб са династијом Вителсбах и покорио Отона II од Палатината, сина војводе Лудвига I од Баварске. Цар Фридрих II је, плашећи се незадовољства немачких принчева, захтевао ослобађање свих талаца. Године 1233/34, међутим, краљ Хенрик VII је поново наљутио свог оца, када је интервенисао против неких мера инквизиције, посебно крсташког похода надбискупа Бремена против побуњених сељака из Штедингена. Папа Гргур IX, који је одобрио крсташки рат, екскомуницирао је краља Хенрика VII. Цар Фридрих II ставио је свог сина ван закона 5. јула 1234. године, и најавио његов повратак у Немачку.
Краљ Хенрик VII се побунио и у септембру склопио савез са неколико немачких бискупа и швапских племића. Међутим, даљи преговори са француским краљем Лујем IX Светим и Ломбардском лигом су пропали. Принчеви су заузели став чекања и гледања, док су Хенрикове снаге биле заглављене у борбама са лордовима Хохенлоеа, маркгрофом Херманом V од Бадена и Градом Вормса. Цар Фридрих II, након што је ушао у Немачку, убрзо је стекао много следбеника. Када су се обе стране састале у Швабији, краљ Хенрик VII је био приморан да се потчини свом оцу 2. јула 1235. године, у замку Вимпфен, који је напустила већина његових следбеника. Цар Фридрих II и принчеви су судили краљу Хенрику VII 4. јула 1235. године, у Вормсу и свргнули га са престола. Његови синови су заједно са њим лишени наследства. Хенриков млађи брат Конрад је постављен за војводу од Швапске, а такође је изабран и за краља Римљана.
Хенрикови савезници су углавном били помиловани. Цар Фридрих II је реаговао на слабљење краљевске моћи које је настало због његовог спора са сином, између осталог, дијетом у Мајнцу 25. августа 1235. године, којом је први пут донео закон о јавном миру (нем. Landfriedensgesetz) и у основи реформисао Регалије.

## Грб у рукописима
„Рукопис Британске библиотеке Ројал МС 14 Ц VII је једина потпуна копија Historia Anglorum, историје Енглеске која покрива године 1070–1253, коју је вероватно саставио и написао Метју Парис у периоду између 1250–1255, а укључује и III део Chronica Maiora  од Метјуа Париса, која обухвата године 1254–1259. Рукопис укључује бројне штитове са усправним или обрнутим грбовима, који указују на рођења, крунисања или смрти краљева, племића, свештеника и витезова."
У овом рукопису, Конрадов штит са грбом, у тренутку смрти, је двоглави орао и у главном црвена тачка унутар, како изгледа, месеца.
Полубрат краља Хајнриха VII Конрад је крунисан уместо њега и стога се орао са крстом претпоставља да је штит, са грбом, или за краља Хајнриха VII који подржава краља Конрада IV; штит који виси изнад Хајнрихове главе док јаше коња пратећи краља Конрада IV.
На оригиналном Codex Manesse слика показује: орао који је избледео и 'преписан' крстом може да личи на време принудне абдикације краља Хајнриха VII од стране његовог оца цара Фридриха II. До данас је сачувана књига о уметности лова са птицама „De arte venandi cum avibus“, цењена од познавалаца по научном садржају, а самим тим веома блиска првобитном кориснику грба.
Краљевина Арагон има сличан крст, зашиљен на дну. Мајка краља Хајнриха VII била је ћерка краља Арагона. У Лескуну са Пик д’Ансабере (Пиренеји Арагон/Француска) у позадини можете открити сличан крст.

## Заточеништво и смрт
Хенрик је био заточен на разним местима, прво у Хајделбергу и замку Алерхајм, касније у Апулији и у Рока Сан Феличеу у Кампанији. Његову изолацију је можда диктирало колико и његово здравље колико и бунтовност: анализа његовог скелета 1998–1999. показала је да је боловао од узнапредовале лепре у последњим годинама живота. То је можда био прави узрок који је спречио цара да му опрости.
Вероватно 12. фебруара (према другим изворима 10. фебруара) 1242. године, Хенрик је умро близу Мартирана у Калабрији након пада са коња када је тамо премештен из Никастра. Неки хроничари наводе да је то био покушај самоубиства. Његов отац га је сахранио уз краљевске почасти у катедрали у Козенци, у античком римском саркофагу.
Фридрих, једини преживели син краља Хенрика (VII), именован је у тестаменту свог деде цара Фридриха II, где му је цар поверио војводство Аустрију, маркизат од Штајерске и 10.000 унциа. Његову смрт 1251. године забележио је Метју Парис, који је тврдио да су и он и његов старији брат били отровани ("убијен отровом").
Међу владарима Светог римског царства, краљ Хенрик VII је наведен само у загради, пошто није вршио краљевску власт. Не треба га мешати са каснијим царем Хенриком VII који је заправо владао Царством од 1308. године. Дуго времена у сенци свог оца и омаловажаван као "Заграда Хенри", неколико историчара је последњих година усвојило позитивније виђење његове Хоенштауфенске политике.

## Породично стабло
|  |                                           |  |  |  |  |  |  |  |  |  |  |  |  |  |  |  |
|  | 2. Фридрих II, цар Светог римског царства |  |  |  |  |  |  |  |  |  |  |  |  |  |  |  |
|  |                                           |  |  |  |  |  |  |  |  |  |  |  |  |  |  |  |
|  |                                           |  |  |  |  |  |  |  |  |  |  |  |  |  |  |  |
|  | 1. Хајнрих (VII) од Немачке               |  |  |  |  |  |  |  |  |  |  |  |  |  |  |  |
|  |                                           |  |  |  |  |  |  |  |  |  |  |  |  |  |  |  |
|  |                                           |  |  |  |  |  |  |  |  |  |  |  |  |  |  |  |
|  | 3. Констанца од Арагона                   |  |  |  |  |  |  |  |  |  |  |  |  |  |  |  |
|  |                                           |  |  |  |  |  |  |  |  |  |  |  |  |  |  |  |
|  |                                           |  |  |  |  |  |  |  |  |  |  |  |  |  |  |  |